# عبد العزيز الشايع
عبد العزيز محمد حمود الشايع (1926 - 2020) وزير الكهرباء والماء الكويتي السابق عام 1964.

## سيرته
تلقى تعليمه الابتدائي بالكويت، وبعدها توجه إلى الهند لاتمام دراسة اللغة الإنجليزية والالتحاق بثانوية سانت جوزيف هاي سكول بومبي الهند خلال الفترة التي امتدت من عام 1939 إلى العام 1942، عين وزيراً للكهرباء والماء في التشكيل الوزاري الذي صدر في يناير 1964.

## الأعمال والأنشطة
- شريك ورئيس مجلس إدارة شركة محمد حمود الشايع للتجارة العامة 1952.
- عضو مجلس إدارة شركة ناقلات النفط 1957 – 1976.
- عضو المجلس البلدي 1960 – 1963.
- شريك ورئيس مجلس إدارة شركة الفنادق الشرقية – شيراتون الكويت 1965.
- شريك ورئيس مجلس إدارة شركة دار القبس – للصحافة والطباعة والنشر 1971 – 1983.
- رئيس مجلس إدارة شركة دار القبس – للصحافة والطباعة والنشر 1983.
- ساهم في تأسيس اللجنة الشعبية لجمع التبرعات وأحد مؤسيسها 1954.
- رئيس مجلس الإدارة اللجنة الشعبية لجمع التبرعات حتى مارس 2004.
- ساهم في تأسيس جمعية الهلال الأحمر الكويتي.
- ساهم في تأسيس جمعية الشامية التعاونية.